# Elisa Beiram
Elisa Beiram, née en 1990 dans le Midi, est une autrice française de science-fiction.

## Biographie
Elisa Beiram s'est fait connaître grâce à son premier livre Rêveur Zéro publié en 2020. Son deuxième roman : Le Premier Jour de paix paraît en 2023.  Avec ce dernier ouvrage Elisa Beiram s'inscrit dans la science-fiction positive avec une volonté d'insuffler de l'optimisme dans la science-fiction. Elle participe aux éditions de 2021 et de 2024 des Utopialesainsi qu'au festival Les Intergalactiques en 2024 avec Alice Carabédian. L'autrice a été retenue pour intégrer la résidence PlumeS dans la Creuse afin de travailler sur son troisième roman. Elisa Beiram est également dialoguiste pour une société française de jeux vidéo indépendante. 

## Ouvrages
- Rêveur Zéro, L'Atalante, 2020, 441 p.  (ISBN 979-10-360-0046-1)
- Le Premier Jour de paix, L'Atalante, 2023, 192 p.  (ISBN 979-10-360-0154-3)
- Dessous Cocanha, L'Atalante, 2025, 96 p.  (ISBN 979-10-360-0238-0)À paraître le 4 septembre 2025